# 영화관

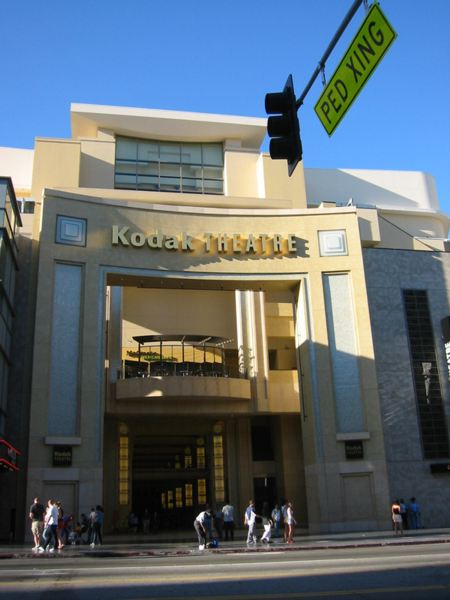
아카데미상 시상식이 열리는 할리우드의 코닥 영화관

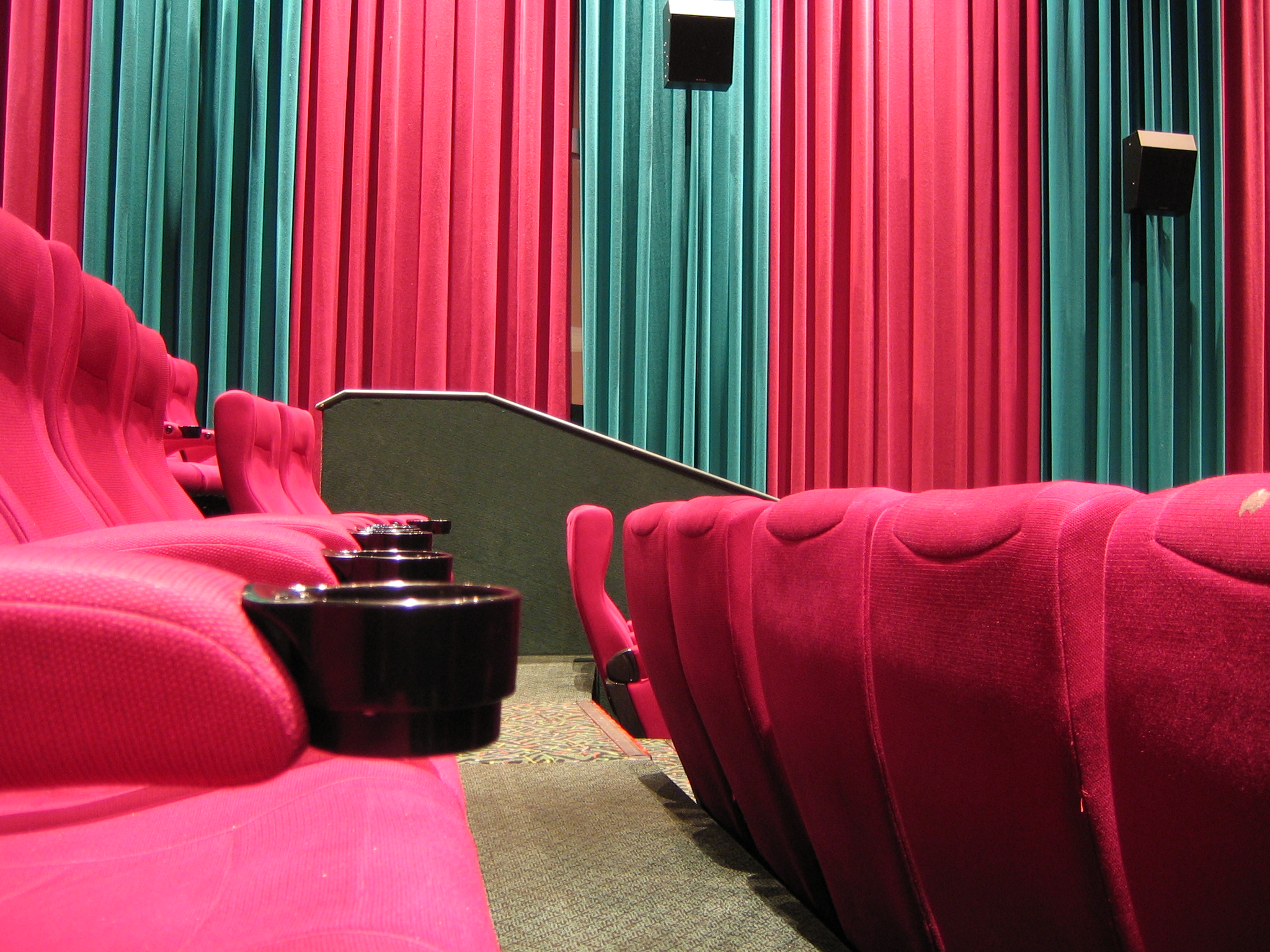
영화관 좌석

영화관(映畵館, 미국 영어: movie theater, 영국 영어: cinema)은 영화를 전문적으로 상영하는 시설을 갖춘 건물을 말한다. 유럽에서는 kino라고도 한다. 전부는 아니지만 대부분의 영화관은 티켓을 구매하여 참석하는 일반 대중을 대상으로 하는 상업적 운영이다.
영화는 영사기를 이용해 강당 전면에 있는 대형 프로젝션 스크린에 영사되며, 대사, 사운드, 음악은 벽에 설치된 여러 스피커를 통해 재생된다. 1970년대부터 서브우퍼는 저음에 사용되었다. 2010년대 이후 대부분의 영화관에는 디지털 시네마 프로젝션 장비가 설치되어 무거운 릴에 물리적인 필름 인쇄물을 제작하고 전송할 필요가 없어졌다.
애니메이션 영화부터 블록버스터, 다큐멘터리에 이르기까지 매우 다양한 영화가 영화관에서 상영된다. 가장 작은 영화관에는 단일 스크린을 갖춘 단일 시청실이 있다. 2010년대에는 대부분의 영화관에 다중 스크린이 있었다. 1950년대 캐나다에서 개발된 개념인 멀티플렉스라고 불리는 가장 큰 극장 단지에는 최대 30개의 스크린이 있다. 관객은 종종 패딩 처리된 좌석에 앉는데, 대부분의 극장에서 이 좌석은 경사진 바닥에 설치되어 있으며 가장 높은 부분은 극장 뒤쪽에 있다. 영화관에서는 종종 청량음료, 팝콘, 사탕을 판매하고 일부 극장에서는 따뜻한 패스트푸드를 판매한다. 일부 관할권에서는 영화관에서 알코올 음료 판매 허가를 받을 수 있다.

## 역사

### 환등기 쇼
영화 최초의 선구자는 환등기(매직 랜턴)를 이용한 쇼이다. 환등기는 유리 렌즈, 셔터, 강력한 램프를 사용하여 유리 슬라이드의 상을 흰 벽이나 스크린에 주사시킨다. 이 슬라이드들은 처음에는 손으로 그렸다. 아간등은 1790년대에, 라임라이트는 1820년에, 호광등은 1860년에 발명되어 상의 밝기를 증가시켰다. 환등기는 초보적인 동영상을 주사할 수 있었는데, 이는 다양한 종류의 기계식 슬라이드를 이용하여 달성할 수 있었다.

### 최초의 영화 상영 장소
최초의 공개 영화 상영은 기존(보드빌) 극장과 어둡고 편안하게 관객을 수용할 수 있는 기타 장소에서 이루어졌다.
에밀 레이노(Émile Reynaud)는 1892년 10월 28일부터 1900년 3월까지 파리의 그레뱅 박물관에서 테아트르 옵티크(Théâtre Optique) 시스템을 사용하여 "Pantomimes Lumineuses" 애니메이션 영화를 상영했다. 그는 포브르 피에로(Pauvre Pierrot) 및 Autour d'une Cabe 등의 프로그램을 통해 총 500,000명이 넘는 방문객에게 12,800회 이상의 쇼를 열었다.
토머스 에디슨은 처음에 영화 상영이 핍 박스에 영화를 상영하는 것만큼 상업적으로 실행 가능하지 않을 것이라고 믿었으므로 그의 회사가 처음으로 활용하려는 영화 장치는 키네토스코프가 되었다. 1894년 4월 14일 뉴욕 시 1155 브로드웨이, 27번가 모퉁이에 있는 홀랜드 브라더스(Holland Bros.)에 의해 최초의 공개 키네토스코프 특실이 개장되기 전인 1893년 5월 9일 이후 몇 차례 공개 시위가 발생했다. 이는 최초의 상업영화관이라고 할 수 있다. 그 장소에는 10대의 기계가 5줄로 나란히 설치되어 있었고 각각은 다른 영화를 상영했다. 25센트만 내면 시청자는 양쪽 줄에 있는 모든 영화를 볼 수 있다.
루이와 오귀스트 뤼미에르의 시네마토그라프(Cinématographe)로 제작된 영화의 최초 상업 공개 상영회가 1895년 12월 28일 파리의 살롱 인디앙 뒤 그랑 카페(Salon Indien du Grand Café) 지하에서 열렸다.

## 영화관의 종류
- 개봉관 (처음 개봉하는 영화관)
- 재개봉관 (제2차 흥행 영화관)
- 예술 극장
- 작은영화관
- 포르노그래피 영화를 상영하는 성인 극장
- IMAX 영화관
- 4D 플렉스 (4차원 영화 상영관)

## 현황
보통 2010년대에는 장편영화 한 편 단위로 입장료를 받았다. 때때로 두 편의 장편 영화가 하나의 입장권(동시 상영)으로 판매되며, 그 사이에 휴식 시간이 있다.
전형적인 현대 극장에서는 상업 광고 단편, 영화 예고편, 장편 영화를 차례로 선보인다. 광고된 시작 시간은 일반적으로 기능 자체가 아닌 전체 프로그램이나 세션에 대한 것이다. 따라서 광고나 예고편을 피하고 싶은 사람들은 나중에 입장하는 것을 선택할 것이다. 이것은 가장 쉽고 사람이 붐비지 않거나 앉고 싶은 자리를 별로 선택하지 않을 때 불편을 최소화한다. 특정 좌석에 대한 입장권이 있는 경우 공식적으로 이를 보장하지만 통로 근처에 있지 않는 한 광고 및 예고편 중에 티켓을 찾아서 청구하는 것은 여전히 불편하고 혼란스럽다. 일부 영화관에서는 상영 중에 일종의 휴식 시간을 갖는다. 특히 매우 긴 영화의 경우 더욱 그렇다. 네덜란드와 같은 일부 국가에서는 정규 장편 상영에 중간 휴식 시간을 포함시키는 전통이 있지만, 현재 많은 극장이 이러한 전통을 버렸다. 반면 북미에서는 이는 매우 드물며 일반적으로 극도로 긴 영화와 관련된 특별한 상황으로 제한된다. 크레딧이 끝나는 동안 많은 사람들이 떠나지만 일부는 끝까지 남아 있다. 일반적으로 조명은 크레딧이 끝난 후 켜지며 때로는 이미 크레딧이 켜지는 동안에도 켜진다. 일부 영화는 크레딧이 롤링되는 동안 중간 크레딧 장면을 보여준다. 코미디 영화에서는 종종 엉뚱하고 아웃테이크이거나 일반적으로 속편의 청중을 설정하는 크레딧 후 장면을 보여준다.
멀티플렉스 시대 이전에는 상영 시간 이전에 일부 극장의 스크린은 연극 극장 스타일로 커튼으로 가려졌다. 호주에서는 광고 및 예고편 중에 커튼이 화면의 일부를 덮은 다음 완전히 그려서 주요 기능의 화면 전체 너비를 드러내는 것이 일반적인 관행이다. 커튼이 없는 일부 극장에서는 영화가 시작되기 전에 일종의 추상 미술 슬라이드로 화면을 가득 채웠다. 현재 멀티플렉스에서 극장 체인은 영화 상식 루프, 극장 체인 홍보 자료(예: 고객에게 음료, 스낵 및 팝콘 구매 권장, 상품권 및 단체 요금 또는 기타 로비 소매 등)를 특징으로 하는 상영 사이에 연속 슬라이드쇼를 제공하는 경우가 많다. 판당고(Fangango) 및 기타 편리한 티켓 구매 방법에 대한 광고가 자주 표시된다. 또한 영화 상영에 앞서 극장 예절(금연, 수다 금지, 쓰레기 투기 금지, 우는 아기 치우기 등)에 관한 알림을 다양한 형태로 표시하며, 최근에는 경고뿐 아니라 휴대전화 무음 알림도 추가했다. 캠코더를 이용한 영화 불법 복제에 관한 경고 내용도 보여준다.
시설이 잘 갖춰진 일부 극장에는 두 대 이상의 프로젝터와 사운드 장치를 전자적으로나 기계적으로 연결하여 동시에 실행할 수 있는 "인터록" 프로젝터가 있다. 이 설정은 두 개의 인쇄물을 동기화하여 투사하거나(이중 프로젝터 3D의 경우) 하나 이상의 사운드 트랙을 단일 영화에 "연동"하는 데 사용할 수 있다. 자기 필름 인쇄가 등장하기 전에는 사운드 인터록이 스테레오 사운드 시스템에 사용되었다. 판타사운드(Fantasound, 1940년 디즈니의 판타지아를 위해 RCA에서 개발)는 초기 인터록 시스템이었다. 마찬가지로 디스 이즈 시네라마(This Is Cinerama) 및 밀랍의 집과 같은 초기 입체 음향 영화는 별도의 자기 산화 코팅 필름을 사용하여 최대 6개 이상의 트랙의 입체 음향을 재생했다. 2008년 5월 DTS의 영화 부문을 인수한 데이터샛 디지털 엔터테인먼트(Datasat Digital Entertainment)는 영화에 인쇄되고 판독된 타임 코드를 사용하여 사운드 트랙의 CD-ROM과 동기화하여 다중 채널 사운드 트랙 또는 외국어 트랙을 허용한다. 그러나 이는 프로젝터 인터록으로 간주되지 않는다.
이 관행은 블록버스터 영화에서 가장 일반적이다.

## 사업적인 비평
- 광고: 수많은 영화팬들은 짧은 상업 광고에 대해 비평을 하면서 이러한 것들이 없으면 영화관에 가는 데 주된 이점 가운데 하나가 될 것이라고 언급하였다. 로버트 앨버트와 같은 다른 비평가들은 수많은 영화 예고편을 포함한 이러한 광고들이 장편 특작 영화에서 바라는 길이의 제한에 압박을 가할 수 있다고 우려를 나타내기도 했다.
- 표현: 실제 영화 방영 전에 다른 영화(예고편)를 광고하는 동안 받아들일 수 없을 정도의 너무 큰 소리 크기 때문에 지적을 받았다. 예고편의 소리 크기를 조절하는 것은 영화관에서 직접 할 수 없으며 기업이 조절해야 한다고 캘리포니아의 일부 극장은 설명하였다.
- 저작권 침해: 최근에 영화가 시작하기 전에 영화 상영 도중 사진기와 캠코더를 사용하여 촬영하는 행위에 대해 경고를 내보내고 있다. 이를테면 영국의 영화관은 다음과 같은 메시지를 내보낸다.

이 영화관에 어떠한 사진기나 녹취 장비라도 사용하는 것을 허락하지 않는다. 이러한 행위는 저작권을 침해하려는 시도로 간주할 수 있다. 이러한 행위를 하는 사람은 모두 추방 당할 수 있으며 물건들은 경찰에 압수 당할 수 있다. 관람객들은 이러한 활동에 주의해 주시기 바라며 의심을 일으킬만한 문제들이 있으면 영화관 직원에게 보고해 달라. 감사하다.

You are not permitted to use any camera or recording equipment in this cinema. This will be treated as an attempt to breach copyright. Any person doing so can be ejected and such articles may be confiscated by the police. We ask the audience to be vigilant against any such activity and report any matters arousing suspicion to cinema staff. Thank you.

## 나라별 영화관
아프리카에서는 스터 키네코르(Ster-Kinekor)가 남아프리카에서 가장 큰 시장 점유율을 차지하고 있다. 누 메트로 시네마(Nu Metro Cinemas)는 남아프리카의 또 다른 영화관 체인이다.
북미에서는 NATO(National Association of Theatre Owners)가 세계 최대의 전시 무역 조직이다. 수치에 따르면 상위 4개 체인은 북미 극장 스크린의 거의 절반을 차지한다. 캐나다에서는 시네플렉스 엔터테인먼트(Cineplex Entertainment)가 161개 장소와 1,635개 스크린을 보유한 최대 규모의 상영관이다.
미국에서는 한때 스튜디오가 많은 극장을 장악했지만 <스미스씨 워싱턴에 가다> 출연 이후 의회는 닐리 차단 방지법(Neely Anti-Block Booking Act)을 통과시켜 결국 스튜디오와 극장 간의 고리를 끊어냈다. 현재 미국의 3대 체인은 리걸 엔터테인먼트 그룹(Regal Entertainment Group), AMC 엔터테인먼트(AMC Entertainment Inc) 및 시네마크 시어터(Cinemark Theatres)이다.
아시아에서 완다 시네마(Wanda Cinemas)는 중국 최대 전시업체로 311개 극장에 2,700개의 스크린을 보유하고 있으며 중국 스크린의 18%를 차지한다. 또 다른 주요 중국 체인은 UA 시네마이다. 중국은 2015년에 총 31,627개의 스크린을 보유했으며 2016년에는 거의 40,000개의 스크린을 보유할 것으로 예상된다. 홍콩에는 AMC 극장이 있다. 한국 CJ CGV는 중국, 인도네시아, 미얀마, 터키, 베트남, 미국에도 지점을 두고 있다. 인도에서는 PVR 시네마가 500개 스크린 체인을 운영하는 선도적인 영화관이고 CineMAX와 INOX는 모두 멀티플렉스 체인이다. 이들 극장은 각 영화관에서 안전 지침을 실천하고 있다. 인도네시아에는 21개의 시네플렉스 및 Cinemaxx(2019년 기준 Cinépolis로 이름 변경) 체인이 있다. 이스라엘의 주요 극장은 시네마 시티 인터네셔널(Cinema City International)이다. 일본 체인에는 도호(Toho)와 쇼치쿠(Shochiku)가 있다.
유럽에는 AMC, 시네월드, 뷰 시네마(Vue Cinema) 및 오데온(Odeon)이 서비스를 제공한다.
오세아니아(특히 호주)의 대규모 체인에는 이벤트 시네마(Event Cinemas), 빌리지 시네마(Village Cinemas), 호이츠 시네마(Hoyts Cinemas) 및 팰러스 시네마(Palace Cinemas)가 포함된다.

### 한국
1902년 왕실 주도로 고종 즉의 40주념을 기념하여 정동에 협률사가 개관하였으나, 현재는 없어지고 종로3가의 단성사가 가장 오래된 영화관이자 대표적인 한국의 영화관이다. 단성사는 1907년 2층 목조건물로 세워졌는데, 승무와 가야금 등의 공연을 위해서 사용되었다. 1910년 중반 박승필에게 인수되었는데 연극과 영화가 섞여있는 키노드라마가 공연되기 시작하였다.
1998년 한국 최초의 11개의 상영관을 갖춘 CGV 강변점이 개관을 하여 멀티플렉스 영화관 시대를 열어 대규모의 관객을 동원하는 영화산업이 탄생하였다.

## 같이 보기
- 영화
- 극장
- 멀티플렉스 극장
- 홈 시네마
- 대한민국의 영화관 목록
- 대동문영화관
- 락원영화관
- 락랑구역영화관